# Équipe du Pérou des moins de 17 ans de football
Maillots
L'équipe du Pérou des moins de 17 ans est une sélection de joueurs de moins de 17 ans au début des deux années de compétition placée sous la responsabilité de la Fédération péruvienne de football. 
L'équipe a participé à deux reprises à la Coupe du monde des moins de 17 ans en 2005 et 2007.

## Histoire
Désigné hôte de l'édition 2005 de la Coupe du monde des moins de 17 ans, le Pérou dispute ainsi sa première phase finale de Coupe du monde. Sortis dès le 1er tour, les Péruviens font mieux lors de l'édition suivante, en Corée du Sud, en se hissant en quarts de finale, instance où ils sont éliminés par le Ghana qui s'impose 2-0.
Le 16 mars 2018, la FIFA désigne le Pérou en tant qu'hôte de l'édition 2019 de la Coupe du monde U17, avant de lui en retirer l'organisation, le 22 février 2019. Néanmoins, les Péruviens conservent l'organisation du championnat des moins de 17 ans de la CONMEBOL 2019, qualificatif à la Coupe du monde, tournoi qui leur est particulièrement douloureux puisqu'ils finissent à la 5e place, devancés à la différence de buts par l'Équateur qui s'adjuge le dernier ticket pour le Mondial.
Le Pérou se voit une nouvelle fois attribuer l'organisation d'une Coupe du monde lorsque la FIFA lui confie le 23 octobre 2019 d'en accueillir l'édition 2021. Reportée à 2023 en raison de la pandémie de Covid-19, la FIFA décide en dernier ressort d'en retirer l'organisation au Pérou en avril 2023.

## Résultats

### Parcours dans les compétitions internationales

#### Coupe du monde des moins de 17 ans
| Édition   | Performance     | J             | V             | N             | D             | Bp            | Bc            |
| --------- | --------------- | ------------- | ------------- | ------------- | ------------- | ------------- | ------------- |
| 1985-2003 | Non qualifiée   | Non qualifiée | Non qualifiée | Non qualifiée | Non qualifiée | Non qualifiée | Non qualifiée |
| 2005      | Premier tour    | 3             | 0             | 1             | 2             | 1             | 4             |
| 2007      | Quart de finale | 5             | 2             | 2             | 1             | 3             | 3             |
| 2009-2023 | Non qualifiée   | Non qualifiée | Non qualifiée | Non qualifiée | Non qualifiée | Non qualifiée | Non qualifiée |
| Total     | -               | 8             | 2             | 3             | 3             | 4             | 7             |

#### Championnat des moins de 17 ans de la CONMEBOL
| Édition | Performance       | J  | V  | N  | D  | Bp  | Bc  |
| ------- | ----------------- | -- | -- | -- | -- | --- | --- |
| 1985    | Poule unique (7e) | 8  | 3  | 0  | 5  | 10  | 14  |
| 1986    | Premier tour      | 4  | 2  | 0  | 2  | 3   | 3   |
| 1988    | Premier tour      | 4  | 1  | 1  | 2  | 5   | 8   |
| 1991    | Premier tour      | 4  | 1  | 1  | 2  | 7   | 7   |
| 1993    | Premier tour      | 4  | 1  | 1  | 2  | 3   | 7   |
| 1995    | Premier tour      | 3  | 0  | 1  | 2  | 4   | 7   |
| 1997    | Premier tour      | 4  | 0  | 1  | 3  | 2   | 6   |
| 1999    | Premier tour      | 4  | 1  | 1  | 2  | 2   | 6   |
| 2001    | Premier tour      | 4  | 1  | 1  | 2  | 8   | 8   |
| 2003    | Premier tour      | 4  | 0  | 2  | 2  | 2   | 7   |
| 2005    | Premier tour      | 4  | 1  | 0  | 3  | 5   | 12  |
| 2007    | Poule finale (4e) | 9  | 3  | 3  | 3  | 12  | 16  |
| 2009    | Premier tour      | 4  | 1  | 0  | 3  | 4   | 8   |
| 2011    | Premier tour      | 4  | 1  | 1  | 2  | 8   | 9   |
| 2013    | Poule finale (6e) | 9  | 1  | 1  | 7  | 8   | 19  |
| 2015    | Premier tour      | 4  | 0  | 1  | 3  | 4   | 11  |
| 2017    | Premier tour      | 4  | 0  | 0  | 4  | 2   | 11  |
| 2019    | Poule finale (5e) | 9  | 3  | 4  | 2  | 11  | 9   |
| 2023    | Premier tour      | 4  | 0  | 1  | 3  | 1   | 9   |
| Total   | -                 | 94 | 20 | 20 | 54 | 101 | 177 |

### Palmarès
| |                                            |
| Compétitions internationales | Trophées divers                            |
| - Jeux bolivariens (1) : - Médaille d'or : 2001. - Médaille d'argent : 1997. - Médaille de bronze : 2013. - Jeux sud-américains : - Médaille de bronze : 1994. | - Copa UC Sub-17 (1) : - Vainqueur : 2018. |

## Personnalités historiques de l'équipe

### Joueurs

#### Effectif actuel
Liste des 23 joueurs convoqués pour le Championnat des moins de 17 ans de la CONMEBOL 2023.
| Sélectionneur | Sélectionneur        | Pablo Zegarra     | Pablo Zegarra       | Pablo Zegarra | Pablo Zegarra |
| N°            | Nom                  | Date de naissance | Club                |               |               |
| Gardiens      |                      |                   |                     |               |               |
| 01            | Juan Durán           | 7 août 2006       | UE Cornellá         |               |               |
| 12            | Jhefferson Rodríguez | 13 mars 2006      | Universitario       |               |               |
| 21            | Ian Schimitschek     | 18 avril 2006     | U. San Martín       |               |               |
| Défenseurs    |                      |                   |                     |               |               |
| 02            | Ghian Lucca Sotelo   | 12 juin 2006      | U. San Martín       |               |               |
| 03            | Matías Barboza       | 20 janvier 2007   | Arsenal FC          |               |               |
| 04            | Fabrizzio Baylón     | 7 avril 2006      | Sporting Cristal    |               |               |
| 05            | Bryan Córdova        | 16 octobre 2006   | U. César Vallejo    |               |               |
| 06            | Esteban Cruz         | 12 février 2006   | Universitario       |               |               |
| 15            | Jussepi García       | 6 juillet 2006    | Alianza Lima        |               |               |
| 16            | Jhosenffer Yllescas  | 27 avril 2006     | Alianza Lima        |               |               |
| 22            | Jair Moretti         | 1er février 2007  | Sporting Cristal    |               |               |
| Milieux       |                      |                   |                     |               |               |
| 07            | Hiroshi Mejía        | 9 juillet 2006    | Universitario       |               |               |
| 08            | Bassco Soyer         | 17 octobre 2007   | Alianza Lima        |               |               |
| 10            | Thiago Salinas       | 14 juillet 2006   | Sporting Cristal    |               |               |
| 13            | Brandy Paz           | 1er février 2007  | Alianza Lima        |               |               |
| 14            | Felipe Chávez        | 10 avril 2007     | Bayern Munich       |               |               |
| 17            | Kelvin Abad          | 14 avril 2006     | U. César Vallejo    |               |               |
| 18            | Yamir Del Valle      | 13 février 2006   | Sporting Cristal    |               |               |
| 20            | Phillip Eisele       | 19 janvier 2007   | Eintracht Francfort |               |               |
| 23            | Valentino Delgado    | 11 septembre 2006 | AD Cantolao         |               |               |
| Attaquants    |                      |                   |                     |               |               |
| 09            | Víctor Guzmán        | 9 janvier 2006    | Alianza Lima        |               |               |
| 11            | Guillermo Grández    | 26 août 2006      | U. César Vallejo    |               |               |
| 19            | Mateo Rodríguez      | 4 août 2006       | Sporting Cristal    |               |               |

#### Anciens joueurs
Dans cette liste figurent les joueurs ayant pris part à la Coupe du monde des moins de 17 ans.
| - Irven Ávila - Josepmir Ballón - Daniel Chávez - Gary Correa - Néstor Duarte | - Pedro Gallese - Reimond Manco - Christian Ramos - Carlos Zambrano |

### Sélectionneurs
Source consultée : RSSSF
| - Roberto Chale (1985) - Luis Cruzado (1986) - Ronald Pitot (1988) - Roberto "Titin" Drago (1991) - Alberto Gallardo (1993) - Hernán Saavedra (1995) - Roberto "Titin" Drago (1997) - Luis Bolaños Silva (1999) - César Gonzales (2001) | - Óscar Hamada (2003) - José Luis Pavoni (en) (2004-2006) - Juan José Oré (2006-2012) - Edgar Teixeira (2012-2013) - Juan José Oré (2014-2018) - Carlos Silvestri (2018-2019) - Víctor Reyes (2020-2022) - Pablo Zegarra (2023-) |